# مصطفى رشيد
مصطفى رشيد هو ممثل ومخرج بحريني وُلد في 7 يونيو 1968، وله العديد من الأعمال على شاشات التلفزيون، وقد حصل على المركز الأول لأفضل مسلسل كوميدي بمهرجان القاهرة للإذاعة والتلفزيون عن مسلسله (عمى ألوان). مصطفى رشيد لديه ابنتان.

## روابط خارجية
- مصطفى رشيد على موقع قاعدة بيانات الأفلام العربية